# نبرد اومی

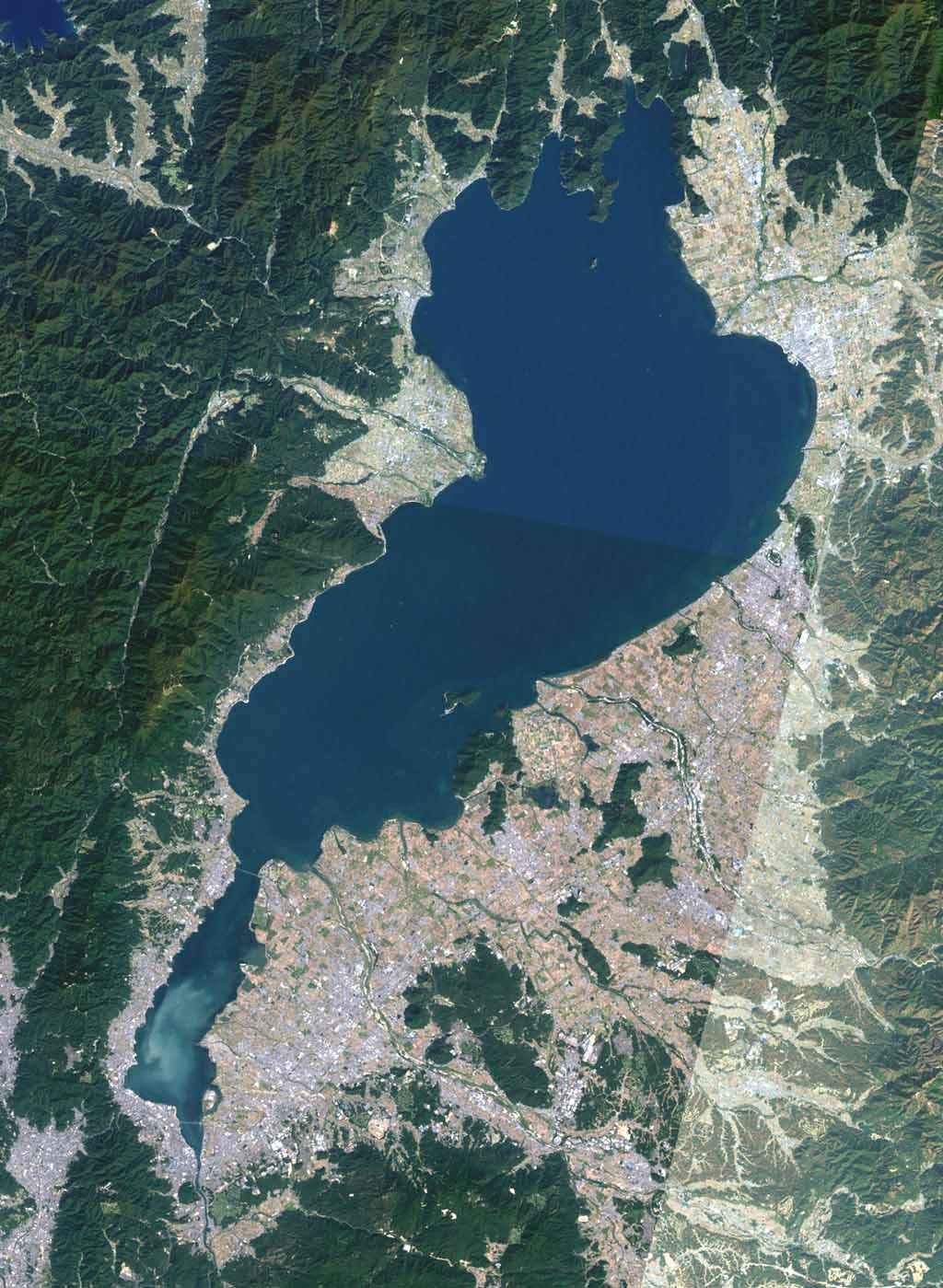
دریاچه بیوا در ولایت اومی

نبرد اومی (به ژاپنی: 近江の戦い おうみのたたかい) نبردی بود در زمان رژیم کنمو، از سری نبردهای مربوط به شورش کنمو که ۳ نوامبر در سال ۱۳۳۶ بین نیروهای نیتتا یوشی‌سادا، نیتتا یوشی‌سوکه و دیگران که از امپراتور گودایگو حمایت می‌کردند و اوگاساوارا سادامونه و ساساکی تاکائوجی طرفداران شوگون‌سالاری آشیکاگا در ولایت اومی امروزه استان شیگا، واقع شد.

## زمینه
این دوره در تاریخ ژاپن با نام دوره نان‌بوکو-چو شناخته می‌شود. کشور به دو دربار شمالی و جنوبی تقسیم شد. دربار شمالی زیر نفوذ خاندان آشیکاگا بود و دربار جنوبی از امپراتور گودایگو حمایت می‌کرد.
امپراتور گودای‌گو ۱۲۸۸ - ۱۳۳۹) نود و ششمین امپراتور ژاپن بود. در دوران تجدید حیات کن‌مو (۱۳۳۶–۱۳۳۳) امپراتور گودای‌گو تلاش کرد تا با به کار گماردن نجبای وابسته به خاندان پادشاهی، حکومتی غیرنظامی تشکیل داده و به ۴۸ سال حکومت نظامیان در دوره کاماکورا پایان دهد.

## نبرد
در پایان نبرد خاندان آشیکاگا استان اومی را که دارای دریاچه بیوا است فتح کردند و مسیر تدارکات را به دولت کنمو قطع کردند و به شورش کنمو پایان دادند.